# Neolimnomyia batava
Neolimnomyia batava là một loài ruồi trong họ Limoniidae. Chúng phân bố ở miền Cổ bắc.